# 赫苏斯·梅纳
赫苏斯·梅纳（西班牙語：Jesús Mena，1968年5月28日—），墨西哥男子跳水运动员。他曾代表墨西哥参加1988年和1992年夏季奥林匹克运动会跳水比赛，其中1988年奥运会获得一枚铜牌。